# Asturien-Rundfahrt 2009
Die 53. Asturien-Rundfahrt fand vom 28. April bis 2. Mai 2009 statt. Das Radrennen wurde in vier Etappen und zwei Halbetappen über eine Distanz von 799,7 Kilometern ausgetragen. Es war Teil der UCI Europe Tour 2009 und in die Kategorie 2.1 eingestuft.

## Etappen
| Etappe     | Tag       | Start – Ziel                  | km    | Etappensieger     | Führender         |
| ---------- | --------- | ----------------------------- | ----- | ----------------- | ----------------- |
| 1. Etappe  | 28. April | Oviedo – Llanes               | 156,7 | Glen Chadwick     | Glen Chadwick     |
| 2. Etappe  | 29. April | Llanes – Gijón                | 182,2 | Óscar Sevilla     | Tiago Machado     |
| 3a. Etappe | 30. April | Gijón – Avilés                | 88,7  | Grega Bole        | Tiago Machado     |
| 3b. Etappe | 30. April | Castrillón – Castrillón (EZF) | 14,2  | Héctor Guerra     | Tiago Machado     |
| 4. Etappe  | 1. Mai    | Cafés Toscaf – Alto del Acebo | 180,2 | Francisco Mancebo | Francisco Mancebo |
| 5. Etappe  | 2. Mai    | Cangas del Narcea – Oviedo    | 177,7 | Ángel Vicioso     | Francisco Mancebo |